# عبدالله سالم البدری
عبدالله سالم البدری (انگلیسی: Abdallah Salem el-Badri؛ زادهٔ ۲۵ مهٔ ۱۹۴۰) یک سیاست‌مدار اهل لیبی است که دو بار دبیرکل اوپک بوده‌است.